# El Secreto (escultura)
El Secreto es una escultura en mármol del artista Gustavo Eberlein, realizada en 1891.
Se encuentra en  Galería de los Bustos del Teatro Colón, en la Ciudad de Buenos Aires.